# Mantella ebenaui
A Mantella ebenaui   a kétéltűek (Amphibia) osztályába és  a békák (Anura) rendjébe aranybékafélék (Mantellidae) családjába tartozó faj.

## Nevének eredete
Nevét Karl Ebenau német zoológus tiszteletére kapta, aki 1880-1890 között madagaszkári német konzul volt.

## Előfordulása
Madagaszkár endemikus faja. A sziget északi, északkeleti partvidékén 900 m-es tengerszint feletti magasságig honos.

## Megjelenése

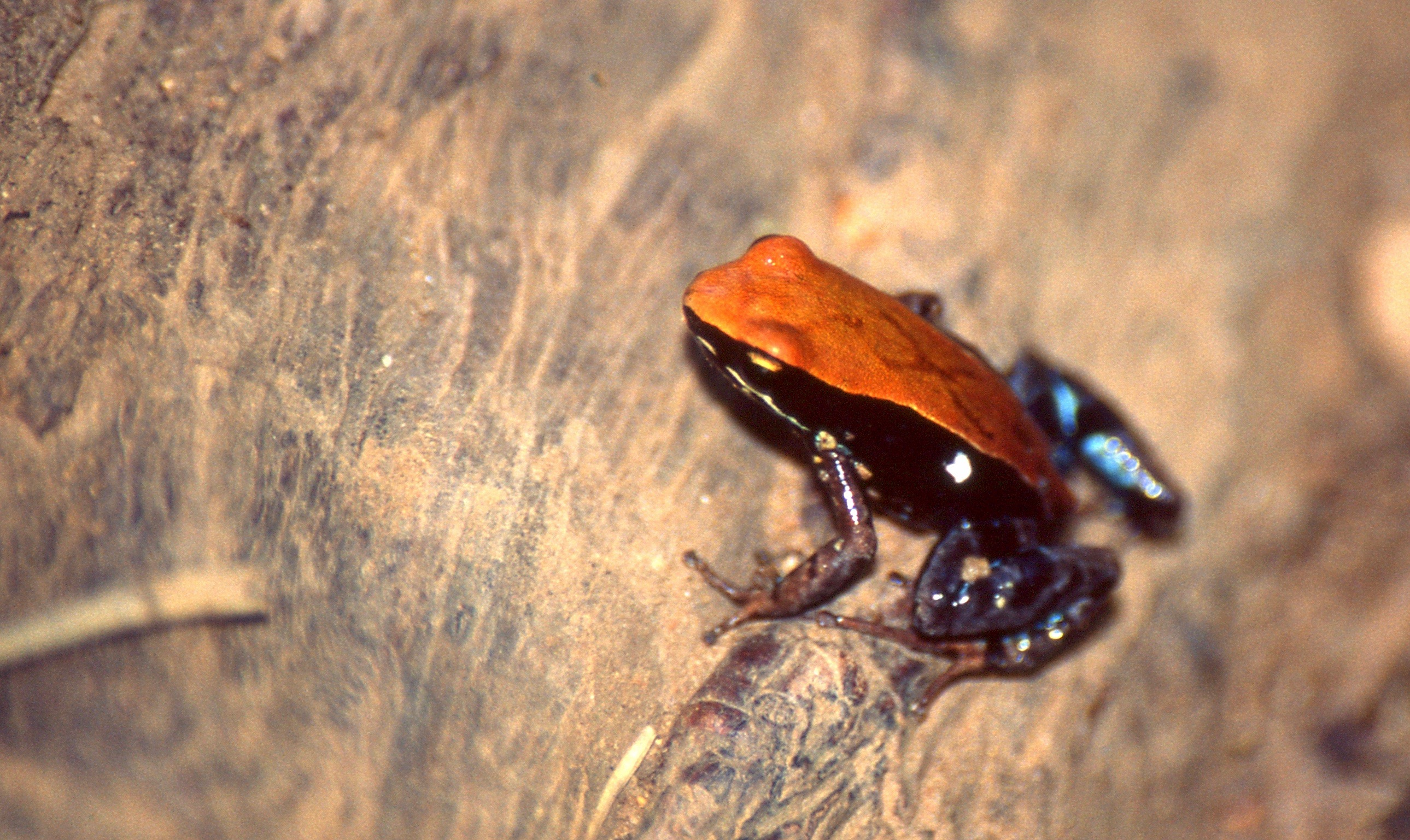

Kis méretű békafaj. Nagyon hasonló a Mantella betsileo fajhoz, morfológiailag vagy színezete alapján nem lehet megkülönböztetni tőle.

## Természetvédelmi helyzete
A vörös lista a nem veszélyeztetett fajok között tartja nyilván. Számos védett területen megtalálható, populációja stabilnak mondható.